# Al-Daraqutni
Abū l-Ḥasan ʿAlī b. ʿUmar b. Aḥmad al-Dāraquṭnī (in arabo ﺍﺑﻮ ﺍﻟﺤﺴﻦ ﻋﻠﻲ ﺑﻦ ﻋﻤﺮ ﺑﻦ ﺍﺤﻤﺪ ﺍﻟﺪﺍﺭﻗﻄﻨﻲ‎?; Baghdad, 918 – Baghdad, 995) è stato un giurista arabo iracheno, fu tra i più noti tradizionisti, autore di una celeberrima Sunan, una delle ultime compilazioni di ḥadīth a essere giudicata meritevole di studio e di essere inclusa tra le principali opere di Sunna di tutti i tempi.
Nato nel quartiere baghdadino di Dār al-Quṭn (da cui prese la sua nisba), Abū l-Ḥasan ʿAlī ricevette un'ottima istruzione in materia religiosa (le cosiddette ʿulūm dīniyya, cioè le "scienze religiose"), sia a Baghdad, sia a Baṣra, sia a Kūfa, sia a Wāsiṭ.
Fu giudicato come uno dei principali conoscitori di tradizioni, tanto da al-Khaṭīb al-Baghdādī quanto da Abū l-Ṭayyib al-Ṭabarī anche se i suoi critici ricordano come elemento di una qualche fragilità la presenza di un gran numero di tradizioni considerate "deboli" (ḍāʿif), cioè con qualche elemento formale (nella silsila) o sostanziale (nel matn) non certificato al meglio, come invece sarebbe auspicabile.
Tra i suoi insegnanti vi furono Ibn Hibban, il figlio di Abu Dawud al-Sijistani, Abu al-Qasim al-Baghawi, Abu Bakr Ibn Mujāhid, da cui imparò le varie modalità di recitare il Corano, e Abu Sa'id al-Istakhri. Tra i suoi allievi vi furono al-Ḥākim al-Nīsābūrī (m. 1014), Abū Ḥāmid al-Isfarāʾinī (m. 1015), Abu Dharr al-Harawi, al-Baqillani (m. 1013) e Abu 'Abd al-Rahman al-Sulami (m. 1034).

## Opere principali
- Kitāb al-sunan (Libro delle consuetudini [eccellenti])
- Kitāb al-ashqiyāʾ wa l-ajwād (tradotto da S. Wajahat Husain su The Journal of the Asiatic Society of Bengala, n.s., XXX (1934).
- Kitāb ʿilal al-ḥadīth
- Kitāb al-qirāʾāt (Libro sulle diverse "letture" coraniche, la cui notorietà è seconda solo al suo Sunan).